# The Secret Life of Pets
The Secret Life of Pets (La vida secreta de tus mascotas en Hispanoamérica y Mascotas en España) es una película de animación y acción y comedia en 3D de 2016, producida por Illumination Entertainment. Está dirigida por Chris Renaud, codirigida por Yarrow Cheney y escrita por Brian Lynch, Cinco Paul y Ken Daurio. La película está protagonizada por Louis C.K., Jenny Slate, Eric Stonestreet, Kevin Hart, Albert Brooks, Dana Carvey, Lake Bell y Ellie Kemper. La película fue estrenada el 8 de julio de 2016, por Universal Pictures.

## Argumento
En Nueva York, un terrier llamado Max vive lujosamente con su dueña Katie y se considera «el perro más afortunado de Nueva York». Cuando Katie se va, Max la espera, pero a la vez visita y habla con sus amigos, entre ellos: Gidget, una pomerania que está enamorada de él, Chloe, una gata muy gorda bastante desinteresada, Mel, un Pug hiperactivo, Buddy, un Dachshund que es amigo de Mel, Alitas un periquito, y Norman, un Conejillo de Indias que anda perdido en los conductos de ventilación.
Un día, Max observa la inesperada llegada de Duke, un perro mestizo que Katie adoptó dándole celos y haciéndole la vida imposible a Max. Furioso por la actitud de Max, Duke aprovecha la distracción del paseador de mascotas, lo agarra y lo lleva a través de la ciudad hasta dejarlo en un contenedor de basura donde son atacados por una banda de gatos de callejón dirigidos por Ozono, un gato esfinge. Los gatos roban los collares de Max y Duke, haciendo que éstos sean capturados por el Control de Animales. Duke teme que va a ser sacrificado si vuelve a la perrera.
Camino a la perrera, Max y Duke son rescatados y liberados por un conejo llamado Snowball, quien es el líder de «Los Desechados», un grupo de ex-mascotas que odia a los seres humanos debido a que fueron abandonados. Después de que Max y Duke inventan una historia sobre cómo ellos también odian a los humanos y que son malvados, los desechados los invitan a ser parte del culto, pero deben probar su lealtad. Para hacerlo, deben estar de acuerdo con ser mordidos por una víbora de un solo colmillo, pero accidentalmente la matan. Snowball descubre que son domesticados gracias a la banda de gatos callejeros y Max junto a Duke buscan escapar y en su aventura terminan en un bote camino a Brooklyn. Snowball se compromete a matarlos y pone en marcha su plan.
Gidget, por su parte, se entera de la desaparición de Max, y recluta a Tiberius, un halcón, para localizarlo. Ella interroga a Ozono y éste les dice que ellos se dirigen a las alcantarillas. Gidget, Mel, Buddy, Chloe, Norman, un hámster, Alitas y Tiberius van a través de Manhattan en busca de Max y Duke, dirigido por Pops, un basset hound paralizado de edad avanzada. El grupo va por diferentes lugares de Nueva York hasta llegar a Snowball, y escuchan que él está decidido a matar a Max y Duke. El grupo es descubierto y perseguido, pero logran escapar. Sin embargo, Norman es capturado, aunque a él mismo no le interesa.
Max y Duke llegan a Brooklyn y comienzan a hacerse más amigos, pero están hambrientos y entran a una fábrica de salchichas donde comen hasta saciarse. Duke le dice a Max sobre su edad avanzada y le cuenta sobre su anterior propietario Fred, quien adoptó a Duke desde que era un cachorro y lo crio con adoración en Brooklyn, pero un día se perdió persiguiendo una mariposa y fue tomado por el Control del Animales. Después de dos días, Fred nunca llegó a buscarlo. A pesar de que Duke no está seguro de si Fred se reconciliaría con él, Max convence a Duke de buscarlo. Llegan a su casa pero se encuentran con un gato odioso que les cuenta que Fred había muerto. Resentido y dominado por la angustia, Duke acusa a Max de intentar deshacerse de él, ladrando a los actuales propietarios, quienes llaman al Control de Animales. Max es capturado, pero Duke lo rescata, aunque él no puede salvarse y es atrapado por Control de Animales.
El plan de Max para rescatar a Duke es interrumpido cuando es atacado por Snowball y sus compañeros. Sin embargo, los compañeros de Snowball son capturados, así que Max y Snowball unen fuerzas para rescatar a sus amigos. En el rescate, Max y Snowball estrellan el furgón de Control de Animales con un bus en el que venían y que terminó volcado, bloqueando la vía. En el accidente, Snowball queda inconsciente y Max lo lleva en su boca, pero en ese momento llegan sus secuaces, «Los Desechados», y creen que Max intenta matar a Snowball, así que deciden atacarlo, pero cuando está acorralado, Gidget y su equipo llegan a salvarlo justo a tiempo. Gidget muy hábilmente ataca a todos los animales, sorprendiendo a Max. El camión se desliza cuesta abajo por unas varillas del Puente de Brooklyn; los dos compañeros de Snowball logran escapar, pero el camión cae en el Río Este con Max y Duke dentro. Max intenta recuperar las llaves, pero se alejan flotando. Snowball salta desde el puente dándole a Max las llaves de repuesto. Max logra rescatar a Duke y lo hacen antes del que el camión se vaya hacia el fondo del río.
Todos los animales y mascotas vuelven en un taxi. Max habla con Gidget diciéndole que quedó impresionado por lo que ella hizo y Gidget emocionada se abalanza sobre él. De regreso a su cloaca, Snowball es adoptado por una niña, él se resiste pero luego se rinde ante el cariño de su nueva dueña. Sus compañeros vuelven a las alcantarillas. Todos las mascotas regresan en sus casas antes de que sus dueños lleguen. Max y Duke regresan con Katie siendo ahora grandes amigos.
Durante los créditos, se ve que Buddy y Mel van disfrazados a la fiesta de un perro llamado Leonard, donde Snowball va como invitado. Mientras se desarrolla la fiesta, se anuncia la llegada del dueño de Leonard, por lo que todos se van. Mientras el dueño pregunta a su perro sobre su día, Tattoo cae del techo con un candelabro.
Después de los créditos, Pops dice que la fiesta ya se ha acabado.

## Reparto
- Louis C.K. como Max, un Jack Russell Terrier, protagonista de la película. Cuando llega Duke, su vida cambiará por completo y tendrá que regresar con Duke a su departamento antes de que Katie vuelva.[5]
- Jenny Slate como Gidget, una Pomerania blanca que está locamente enamorada de Max. Ella lidera una pandilla de mascotas para buscar a Max y Duke.[6][7]
- Eric Stonestreet como Duke, un Mestizo de Terranova y Labrador que se hace el compañero de Max. Él busca la manera de buscar su viejo hogar y su pasado.
- Kevin Hart como Snowball, un conejo blanco que es líder de la rebelión de mascotas sin dueños y es el villano de la película.[5]
- Ellie Kemper como Katie, la propietaria de Max y Duke.[8][9]
- Steve Coogan como Ozone, un Gato Esfinge callejero con acento británico.[10] Coogan también aporta su voz a Reginald, un gato Himalaya.
- Bobby Moynihan como Mel, un Pug hiperactivo y amigo de Max.[8]
- Lake Bell como Chloe, una gata amiga de Max.[8]
- Dana Carvey como Pops. Un basset hound ciego y anciano que ayuda a Gidget y los demás a buscar a Max y Duke.[11]
- Hannibal Buress como Buddy, un Dachshund amigo de Max.[8][6]
- Tara Strong como Alitas (Sweetpea), un periquito amigo de Max.
- Albert Brooks como Tiberius, un halcón amigo de Gidget que la ayudará con las demás mascotas a buscar a Max y Duke.[8][6]
- Chris Renaud como Norman, un conejillo de indias que busca su departamento.
- Michael Beattie como Tattoo, un cerdo tatuado que es uno de los secuaces de Snowball.
- Brian T. Delaney como Peanut, un chihuahueño.
- Jess Harnell como The Papillon, un papillón.
- Kevin Michael Richardson como Viper, un viperidae secuaz de Snowball.
- Sandra Echeverría como María, un personaje de la telenovela de Gidget.
- Jaime Camil como Fernando, un personaje de la telenovela de Gidget.
- Kiely Renaud como Molly.
- Laraine Newman como Dueña de Chloe.
- John Kassir como Dueño de Leonard.
- Mona Marshall como Dueña de Gidget.

## personajes
- max, es el protagonista de la película. un Jack terrier que es amigable y cariñoso.
- mel, el mejor amigo de Max. Un pug energético y de buen corazón.
- chloe, es una gata gorda gris atigrada , es seria, sofisticada y algo brusca por un lado, pero también tiene un lado más dulce y amigable.
- duke, un perro lanudo color marrón que fue adoptado por Katie. Poniendo celoso a Max.
- Pops, un sabueso anciano en silla de ruedas.
- Gidget, el interés amoroso de max. una adorable Pomerania blanca y esponjosa que menea su colita cuando está alegre.
- Buddies, un perro salchicha negro.
- norman, un hámster Calico que se perdió y estuvo buscando su departamento.
- alitas, un periquito verde con amarillo que no puede hablar por lo que se comunica con chillidos.
- snowball, es el principal antagonista. Un conejo blanco que por un lado es dulce y tierno pero por otro es malo.
- Pepe, un chihuahua marrón
- peanut, un chihuahua negro similar a pepe.
- Leonard, un caniche amigo de Max.
- Gino, un pez.
- Shelly, una tortuga.
- The Collie, un collie.
- The Golden Retriever, un golden retriever.
- Derick, un cocodrilo secuaz de Snowball.
- Dragon, un pogona secuaz de Snowball.
- Serpientes guardianas, secuaces y guardias de Snowball.

## Doblaje
| Personaje                   | Actor original   | Actor de doblaje    | Actor de doblaje   |
| --------------------------- | ---------------- | ------------------- | ------------------ |
| Max                         | Louis C.K.       | Andrés López        | Juan Logar Jr.     |
| Duke                        | Eric Stonestreet | Martín Campilongo   | Lorenzo Beteta     |
| Snowball (Pompón en España) | Kevin Hart       | Eugenio Derbez      | Pablo Sevilla      |
| Gidget                      | Jenny Slate      | Mónica Huarte       | Beatriz Berciano   |
| Chloe                       | Lake Bell        | Ana María Simon     | Olga Velasco       |
| Katie                       | Ellie Kemper     | Natasha Dupeyrón    | Úrsula Corberó     |
| Tiberius                    | Albert Brooks    | Humberto Solórzano  | Luis Bajo          |
| Buddy                       | Hannibal Buress  | Chumel Torres       | David Robles       |
| Mel                         | Bobby Moynihan   | Jesús Guzmán        | Juan Amador Pulido |
| Pops (Pa en España)         | Dana Carvey      | Jesse Conde         | Miguel Zúñiga      |
| Norman                      | Chris Renaud     | Bruno Pinasco       | David Guapo        |
| Ozono                       | Steve Coogan     | Germán Fabregat     | Gonzalo Abril      |
| Tattoo                      | Michael Beattie  | José Antonio Macías | Gabriel Jiménez    |

## Producción
El 24 de enero de 2014, la película fue anunciada para comenzar su producción, con Louis CK, Eric Stonestreet y Kevin Hart establecidos para interpretar a los personajes principales. El 16 de junio de 2014, Albert Brooks, Aníbal Buress, Bobby Moynihan, Lake Bell y Ellie Kemper se unieron al elenco. El 16 de abril de 2015, la película se apartó de su fecha de lanzamiento original del 12 de febrero de 2016 al 8 de julio de 2016.
La canción de créditos del doblaje japonés es "Brand New Tomorrow" de Ieiri Leo.

## Recepción
La película ha recibido críticas generalmente positivas por parte de la crítica y de la audiencia. En el portal de internet Rotten Tomatoes, la película posee una aprobación de 72%, basada en 239 reseñas, con una puntuación de 6.3/10 por parte de la crítica y con un consenso que dice: «Con buen ritmo, mucha diversión y un excelente reparto de voces, The Secret Life of Pets es diversión familiar garantizada y una animación excelente», mientras que de la audiencia recibió una aprobación de 62%, basada en 81 937 votos, y con una calificación de 3.5/5.
La página Metacritic le ha dado a la película una puntuación de 61 de 100, basada en 39 críticas, indicando «reseñas generalmente favorables». Las audiencias de CinemaScore le han dado una calificación de «A-» en una escala de A+ a F, mientras que en el sitio IMDb los usuarios le han dado una puntuación de 6.5/10, con base en 150 561 votos.
Peter Travers, de la revista Rolling Stone, dio a la película tres de cuatro estrellas y dijo que es «una bola de pelos animada, una especie de Toy Story (1995) con animales domésticos, quienes hacen de todo para volverte loco y termina siendo totalmente irresistible». Scott Tobias, escribiendo para NPR, caracterizó el concepto de la película como «Un Toy Story, pero con las mascotas de casa», destacando a los «personajes finamente distinguidos» de la película y su «valioso sentimentalismo». Steven Rea, de The Philadelphia Inquirer, dio a la película tres de cuatro estrellas y dijo «de la misma manera que la rotura de Zootopia demostró que las criaturas de diferente cultura, clase y especies están mejor cuando se juntan, The Secret Life of Pets es un testamento al trabajo en equipo y la amistad y a la fijación de las cosas que nos dividen. Deja que los cálidos sentimientos difusos echen a volar».

## Secuela
Tras el éxito de la película, se ha confirmado que la cinta tendrá una secuela: Mascotas 2. Originalmente se iba a estrenar el 13 de julio de 2018, pero finalmente su estreno fue pospuesto para 2019.
Patton Oswalt reemplazará a Louis C.K. en la película, debido a las acusaciones de acoso sexual contra él. Tiffany Haddish, Nick Kroll y Pete Holmes fueron confirmados para participar en esta secuela.
Además, se confirmó la participación de Harrison Ford en su debut en el cine de animación.